# Fochova linie

Demarkační linie polsko-litevského územního sporu: světlezelená první linie navržená Dohodou, tmavozelená Fochova linie, oranžová linie po skončení bojů, tmavě oranžová meziválečné polsko-litevské hranice, fialová dnešní hranice států

Fochova linie byla dočasná demarkační čára mezi Polskem a Litvou, navržená Dohodou po skončení první světové války. Konkrétně ji navrhl maršál Ferdinand Foch, po kterém byla i pojmenována. Fochovu linii přijala Konference velvyslanců v roce 1919. S malými úpravami tvořila Fochova linie meziválečné hranice obou států, Litvou však v té době neuznané (Litva hranici uznala teprve v roce 1939, krátce před vypuknutím války). Po skončení druhé světové války zůstává nejzápadnější část Fochovy linie v oblasti Suvalek hranicí mezi Polskem a Litvou.